# Berlinale 1984
La Berlinale 1984, 34e édition du festival international du film de Berlin (34. Internationalen Filmfestspiele Berlin), s'est tenue du 17 au 28 février 1984.

## Jury
- Liv Ullmann  Suède, présidente du jury
- Jules Dassin  États-Unis
- Edward Bennett  Royaume-Uni
- Manuela Cernat-Gheorghiu  Roumanie
- Lana Gogoberidze  Géorgie
- Tullio Kezich  Italie
- Steffen Kuchenreuther  Allemagne
- Jeanine Meerapfel  Allemagne
- Kevin Thomas  Royaume-Uni
- Mario Vargas Llosa  Pérou
- Adolphe Viezzi  Italie

## Sélections

### Compétition
La sélection officielle en compétition se compose de 24 films.
- À nos amours de Maurice Pialat
- Akelarre de Pedro Olea
- Ah Ying de Allen Fong
- Ärztinnen de Horst Seemann
- Le Principe de l'arche de Noé (Das Arche Noah Prinzip) de Roland Emmerich
- Das Autogramm de Peter Lilienthal
- Le Bal (Ballando, ballando) de Ettore Scola
- Champions de John Irvin
- Crackers de Louis Malle
- L'Habilleur (The Dresser) de Peter Yates
- Flirt de Roberto Russo
- Amerika, rapports de classe (Klassenverhältnisse) de Jean-Marie Straub et Danièle Huillet
- Blessures légères (Könnyű testi sértés) de György Szomjas
- Love Streams de John Cassavetes
- Mann ohne Gedächtnis de Kurt Gloor
- Morgen in Alabama de Norbert Kückelmann
- Antarctica (Nankyoku monogatari) de Koreyoshi Kurahara
- Une sale petite guerre (No habrá más penas ni olvido) de Héctor Olivera
- Rebétiko de Costas Ferris
- La Belle et la Bête (Skønheden og udyret) de Nils Malmros
- De stille Oceaan de Digna Sinke
- Les Voleurs de la nuit (Thieves After Dark) de Samuel Fuller
- Romance du front (Voenno-polevoy roman) de Piotr Todorovski
- Xue, zong shi re de de Wen Yan

### Hors compétition
8 films sont présentés hors compétition.
- El señor Galíndez de Rodolfo Kuhn
- Marlene de Maximilian Schell
- Nosferatu le vampire (Nosferatu, eine Symphonie des Grauens) de Friedrich Wilhelm Murnau (reprise)
- Rue barbare de Gilles Béhat
- Star 80 de Bob Fosse
- Tendres Passions (Terms of Endearment) de James L. Brooks
- Le Dernier Testament (Testament) de Lynne Littman
- Wanderkrebs de Herbert Achternbusch

## Palmarès
- Ours d'or : Love Streams de John Cassavetes
- Ours d'argent (Grand prix du jury) : Une sale petite guerre d'Héctor Olivera
- Ours d'argent du meilleur acteur : Albert Finney dans L'Habilleur (The Dresser)
- Ours d'argent de la meilleure actrice : Inna Tchourikova dans Romance du front
- Ours d'argent du meilleur réalisateur : Ettore Scola pour Le Bal
- Ours d'argent pour une contribution spéciale : Monica Vitti pour Flirt
- Ours d'argent spécial :
  - Rembetiko de Costas Ferris
  - Morgen in Alabama de Norbert Kückelmann

- Mentions d'honneur : Amerika, rapports de classe de Jean-Marie Straub et Danièle Huillet